# Tom Neal
Tom Neal, nato Thomas Neal (Evanston, 28 gennaio 1914 – North Hollywood, 7 agosto 1972), è stato un attore statunitense.

## Biografia

### Gioventù ed esordi
Tom Neal compì gli studi prima alla Northwestern University nell'Illinois e successivamente all'Università di Harvard, dove si distinse nella disciplina sportiva della boxe. Dal 1932 al 1934, allenato da Henry Lamar, fu protagonista di una quarantina di incontri amatoriali, nella maggior parte dei quali ottenne la vittoria per knockout.
Ottenuto un dottorato in legge a Harvard, Neal debuttò come attore a Broadway nel 1935 e fece il suo esordio cinematografico tre anni più tardi nella commedia Cow boy dilettante (1938), pellicola appartenente alla serie incentrata sul personaggio di Andy Hardy (Mickey Rooney) e la sua famiglia. Dopo diversi ruoli non accreditati, apparve nella parte di Freddie Coleman, segretario di un procuratore distrettuale, nella commedia poliziesca Si riparla dell'uomo ombra (1939), accanto a William Powell e Myrna Loy.
Durante gli anni quaranta Neal apparve in molti B-movie a basso budget come il serial in 15 episodi La figlia della jungla (1941), prodotto dalla Republic Pictures e interpretato accanto a Frances Gifford, e in rare occasioni riuscì ad allontanarsi da questo filone. Partecipò a due popolari pellicole belliche del periodo quali I falchi di Rangoon (1942), al fianco di John Wayne, e Arcipelago in fiamme (1943), accanto a John Garfield, e A mezzanotte corre il terrore (1943), horror con Bela Lugosi.

### Detour

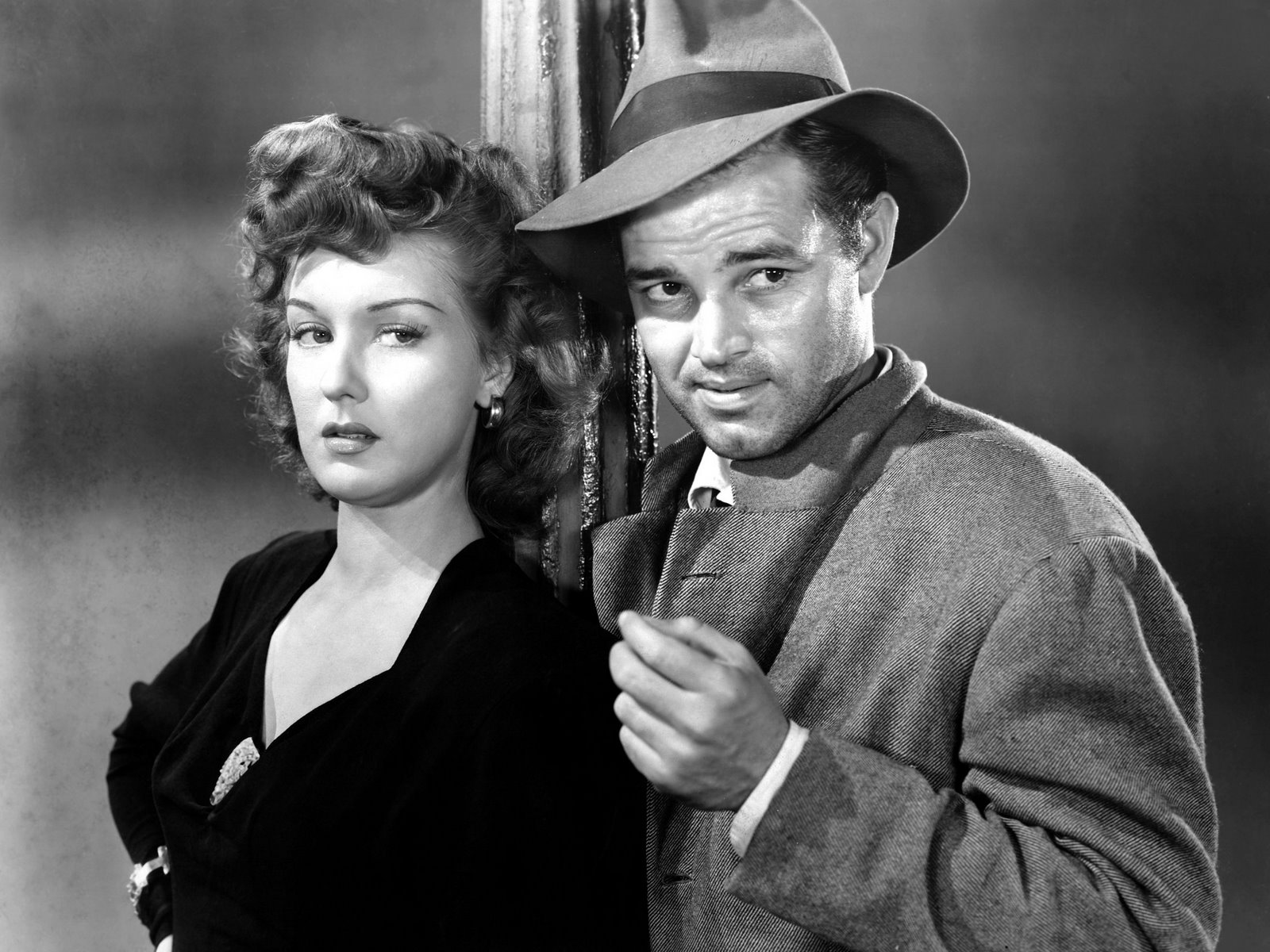
Tom Neal e Ann Savage in Detour - Deviazione per l'inferno (1945)

Il ruolo per cui Neal è maggiormente ricordato fu però quello di Al Roberts nel noir Detour - Deviazione per l'inferno (1945) di Edgar G. Ulmer, la disperata e opprimente vicenda di un pianista newyorkese di nightclub che viene coinvolto in un omicidio dopo aver intrapreso un viaggio in autostop verso Los Angeles per raggiungere la fidanzata. Girato in appena sei giorni, con un budget irrisorio, un'automobile ferma, dei trasparenti e un paio di poveri interni, Detour è stato definito dalla critica "il film di serie B più famoso di tutti i tempi".
Neal seppe rendere efficacemente il personaggio di Roberts, un disperato che si trova coinvolto in una catena di eventi improbabili, alla cui ineluttabilità egli non può che arrendersi passivamente, in un crescendo di smarrimento che lo conduce sempre più lontano dai suoi obiettivi iniziali. Sua partner nel film fu l'attrice Ann Savage, con la quale interpretò altre cinque pellicole durante gli anni quaranta.
La carriera di Neal proseguì senza particolari exploit negli anni cinquanta, con ruoli in film d'avventura modesti quali Le pistole di Zorro (1950) e La frusta di sangue (1953), quest'ultimo interpretato accanto a Barbara Payton, attrice che ebbe una breve e sfortunata carriera a Hollywood. Neal e la Payton furono protagonisti in quel periodo di una tempestosa relazione sentimentale che venne seguita con particolare attenzione dalla stampa scandalistica: la Payton era fidanzata con l'attore Franchot Tone, con cui Neal arrivò allo scontro fisico in una rissa nella quale Tone rimase ferito. Malgrado il matrimonio con Tone, la Payton mantenne la relazione con Neal, che terminò nel 1955.

### Il declino e il carcere
Mentre la sua carriera si avviava al declino, complice il clamore suscitato dalle sue chiacchierate vicende personali, nel 1956 Neal sposò Patricia Fenton, dalla quale l'anno successivo ebbe il suo unico figlio, Tom Jr.. Il matrimonio durò fino al 1958, anno in cui la Fenton morì prematuramente di cancro. Neal era già stato precedentemente sposato dal 1948 al 1950 con l'attrice Vicky Lane. Dopo aver recitato in alcune serie televisive come Tales of Wells Fargo (1958) e Mike Hammer (1959), Neal abbandonò il set e si trasferì a Palm Springs, dove si occupò di giardinaggio e architettura del paesaggio, e dove nel 1961 sposò la sua terza moglie, Gale Bennett, venticinquenne receptionist al Palm Springs Tennis Club.
L'attore tornò tristemente agli onori della cronaca quattro anni più tardi, il 2 aprile 1965, quando confessò di aver sparato alla nuca alla moglie, causandone la morte. Arrestato e processato per l'uccisione di Gale Bennett, malgrado la richiesta di pena di morte avanzata dall'accusa, Neal fu condannato per omicidio involontario a dieci anni di prigione. Dopo aver scontato quasi sette anni di pena presso la Soledad State Prison (California), fu rilasciato sulla parola il 6 dicembre 1971, e tornò a Hollywood. La riconquistata libertà fu però di breve durata: il 7 agosto 1972 l'attore morì improvvisamente per un attacco cardiaco, all'età di cinquantotto anni.

## Filmografia

### Cinema
- Cow boy dilettante (Out West with the Hardys), regia di George B. Seitz (1938)
- Burn 'Em Up O'Connor, regia di Edward Sedgwick (1939)
- Four Girls in White, regia di S. Sylvan Simon (1939)
- Il sosia innamorato (Honolulu), regia di Edward Buzzell (1939)
- Il manoscritto scomparso (Fast and Loose), regia di Edwin L. Marin (1939)
- Within the Law, regia di Gustav Machatý (1939)
- 6,000 Enemies, regia di George B. Seitz (1939)
- Stronger Than Desire, regia di Leslie Fenton - non accreditato (1939)
- They All Come Out, regia di Jacques Tourneur (1939)
- Si riparla dell'uomo ombra (Another Thin Man), regia di W. S. Van Dyke (1939)
- Joe and Ethel Turp Call on the President, regia di Robert B. Sinclair (1939)
- The Courageous Dr. Christian, regia di Bernard Vorhaus (1940)
- Sky Murder, regia di George B. Seitz (1940)
- Ritorna se mi ami (Flight Command), regia di Frank Borzage (1940)
- Wings of Steel, regia di B. Reeves Eason - cortometraggio (1941)
- Under Age, regia di Edward Dmytryk (1941)
- La figlia della jungla (Jungle Girl), regia di John English e William Witney (1941)
- Top Sergeant Mulligan, regia di Jean Yarbrough (1941)
- Quarta ripresa (The Miracle Kid), regia di William Beaudine (1941)
- I cavalieri azzurri (Ten Gentlemen from West Point), regia di Henry Hathaway (1942)
- One Thrilling Night, regia di William Beaudine (1942)
- L'idolo delle folle (The Pride of the Yankees), regia di Sam Wood (1942)
- I falchi di Rangoon (Flying Tigers), regia di David Miller (1942)
- A mezzanotte corre il terrore (Bowery at Midnight), regia di Wallace Fox (1942)
- Ragazza cinese (China Girl), regia di Henry Hathaway (1942)
- Non c'è tempo per l'amore (No Time for Love), regia di Mitchell Leisen (1943)
- Arcipelago in fiamme (Air Force), regia di Howard Hawks (1943)
- She Has What It Takes, regia di Charles Barton (1943)
- Good Luck, Mr. Yates, regia di Ray Enright (1943)
- Tragico oriente (Behind the Rising Sun), regia di Edward Dmytryk (1943)
- There's Something About a Soldier, regia di Alfred E. Green (1943)
- Klondike Kate, regia di William Castle (1943)
- The Racket Man, regia di D. Ross Lederman (1944)
- Two-Man Submarine, regia di Lew Landers (1944)
- The Unwritten Code, regia di Herman Rotsten (1944)
- Thoroughbreds, regia di George Blair (1944)
- Crime, Inc., regia di Lew Landers (1945)
- First Yank into Tokyo, regia di Gordon Douglas (1945)
- Detour - Deviazione per l'inferno (Detour), regia di Edgar G. Ulmer (1945)
- Club Havana, regia di Edgar G. Ulmer (1945)
- Blonde Alibi, regia di Will Jason (1946)
- The Brute Man, regia di Jean Yarbrough (1946)
- My Dog Shep, regia di Ford Beebe (1946)
- The Hat Box Mystery, regia di Lambert Hillyer (1947)
- Il grido del lupo (Cry Wolf), regia di Peter Godfrey (1947)
- Codice d'onore (Beyond Glory), regia di John Farrow (1948)
- Bruce Gentry, regia di Spencer Gordon Bennet e Thomas Carr (1949)
- Jungla tragica (Amazon Quest), regia di Steve Sekely (1949)
- Apache Chief, regia di Frank McDonald (1949)
- Red Desert, regia di Ford Beebe (1949)
- Radar Secret Service, regia di Sam Newfield (1950)
- The Daltons' Women, regia di Thomas Carr (1950)
- Joe Palooka in Humphrey Takes a Chance, regia di Jean Yarbrough (1950)
- I Shot Billy the Kid, regia di William Berke (1950)
- Train to Tombstone, regia di William Berke (1950)
- The Du Pont Story, regia di Wilhelm Thiele (1950)
- Call of the Klondike, regia di Frank McDonald (1950)
- Le pistole di Zorro (King of the Bullwhip), regia di Ron Ormond (1950)
- All That I Have, regia di William F. Claxton (1951)
- The Valparaiso Story, regia di Frank R. Strayer (1951)
- Fingerprints Don’t Lie, regia di Sam Newfield (1951)
- Navy Bound, regia di Paul Landres (1951)
- Stop That Cab, regia di Eugenio de Liguoro (1951)
- Danger Zone, regia di William Berke (1951)
- G.I. Jane, regia di Reginald Le Borg (1951)
- Let's Go Navy!, regia di William Beaudine (1951)
- La frusta di sangue (The Great Jesse James Raid), regia di Reginald Le Borg (1953)
- L'ultimo urrà (The Last Hurrah), regia di John Ford (1958)

### Televisione
- Le avventure di Gene Autry (The Gene Autry Show) - serie TV, 2 episodi (1950)
- Squadra mobile (Racket Squad) - serie TV, 1 episodio (1951)
- Le inchieste di Boston Blackie (Boston Blackie) - serie TV, 2 episodi (1951)
- Wild Bill Hickcok (The Adventures of Wild Bill Hickok) - serie TV, 1 episodio (1952)
- A Time to Live (1954)
- Gang Busters (1955)
- Tales of Wells Fargo - serie TV, 1 episodio (1958)
- Mike Hammer - serie TV, 1 episodio (1959)

## Doppiatori italiani
- Stefano Sibaldi in I falchi di Rangoon
- Mino Caprio in Detour - Deviazione per l'inferno (doppiaggio tardivo)